# Vjekoslav Škrinjar
Vjekoslav Škrinjar (ur. 2 czerwca 1969) – chorwacki piłkarz występujący na pozycji pomocnika.

## Kariera klubowa
Od 1987 do 2002 roku występował w klubach Marsonia Slavonski Brod, Dinamo Zagrzeb, NK Zagreb, Gamba Osaka, HNK Segesta i 1. FSV Mainz 05.